# A Thing About You
A Thing About You – singel szwedzkiego duetu Roxette. Został wydany w październiku 2002 r. jako singel promujący album The Ballad Hits.

## Lista utworów
- A Thing About You
- The Weight of the World
- A Thing About You (video)